# Южноавстралийские морские окуни
Южноавстралийские морские окуни (лат. Neosebastes) — род морских лучепёрых рыб из подсемейства Neosebastinae семейства скорпеновых. Его наименование образовано от греческих слов neos — новый и sebastes — почтенный. Представители рода распространены в восточной части Индийского и западной части Тихого океанов. Длина их тела составляет от 15 до 50 см. Это придонные хищные рыбы, поджидающие добычу в засаде.

## Классификация
На декабрь 2018 года в род включают 12 видов:
- Neosebastes bougainvillii (G. Cuvier, 1829)
- Neosebastes capricornis Motomura, 2004
- Neosebastes entaxis D. S. Jordan & Starks, 1904 — Петуховый морской окунь[1]
- Neosebastes incisipinnis J. D. Ogilby, 1910
- Neosebastes johnsoni Motomura, 2004
- Neosebastes longirostris Motomura, 2004
- Neosebastes multisquamus Motomura, 2004
- Neosebastes nigropunctatus McCulloch, 1915
- Neosebastes occidentalis Motomura, 2004
- Neosebastes pandus (J. Richardson, 1842)
- Neosebastes scorpaenoides Guichenot, 1867
- Neosebastes thetidis (Waite, 1899)